# Нехай, Даут Ереджибович

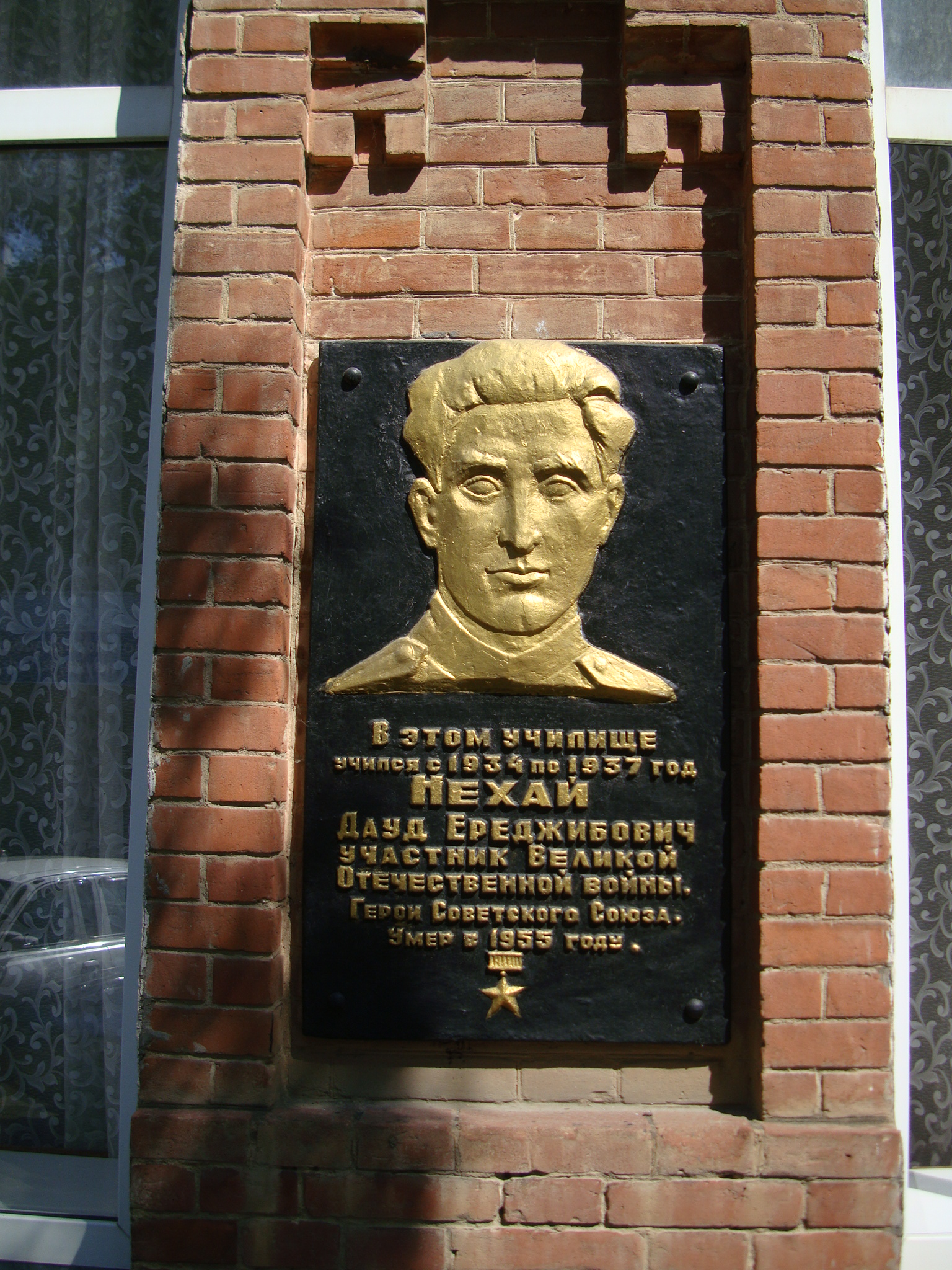
Дауд Ереджибович Нехай, Герой Советского Союза. Мемориальная доска на Майкопском педагогическом колледже.

Даут Ереджибович Нехай (27 ноября 1917 — 1 февраля 1955) — майор Красной армии, командир батальона 1083-го стрелкового Познанского полка 312-й стрелковой Смоленской дивизии 69-й армии, Герой Советского Союза (1945).

## Биография
Даут Ереджибович Нехай родился 27 ноября 1917 года в ауле Вочепший Екатеринодарского отдела Кубанской области (ныне Теучежского района Республики Адыгея) в семье крестьянина. Адыг (черкес). В 1938 году окончил Адыгейское педагогическое училище, работал учителем.
В Красной армии с 1939 года. Место призыва: Понежукайский РВК, Краснодарский край Адыгейская АО, Понежукайский район. В 1941 году окончил Пуховичское военное пехотное училище.
Участник Великой Отечественной войны с 24 июня 1941 года. Воевал командиром взвода, роты, адъютантом старшим стрелкового батальона, командиром стрелкового батальона на Северном, Волховском, Центральном, Брянском и 1-м Белорусском фронтах. Член КПСС с 1942 года.
Участвовал:
- в боях на Северном фронте в районе города Кандалакша — в 1941 году;
- в боях за Карелию, юго-западнее города Белёв, Тульская область — в 1942;
- в Курской битве, в освобождении города Болхов и населённых пунктов Брянщины — в 1943;
- в форсировании реки Западный Буг, освобождении города Хелм и завоевании Пулавского плацдарма на Висле — в 1944;
- в Висло-Одерской операции, прорыве обороны противника на Пулавском плацдарме, освобождении городов Радом, Лодзь, Познань -в 1945;
- в Берлинской операции в боях на Зееловских высотах — в 1945.

5 раз ранен. Каждый раз возвращался в боевой строй.

## Подвиг
Командир батальона 1083-го стрелкового полка, (312-я стрелковая дивизия, 69-я армия, 1-й Белорусский фронт) майор Нехай Д. Е. в бою 14 января 1945 года умело организовал прорыв обороны противника на западном берегу реки Висла в районе посёлка Курошув на Пулавском плацдарме. Посадил пехоту на танки, преследовал противника, к 11:00 овладел сёлами Анелин, Клин и вклинился на глубину 12 километров. За это время батальоном было уничтожено до двухсот гитлеровцев, захвачено две тяжёлые батареи на позициях, 10 пулемётов и взято в плен 30 солдат и офицеров, что способствовало успешному выполнению задачи полком и дивизией. В дальнейшем умело руководил батальоном при освобождении города Познань (Польша).
Указом Президиума Верховного Совета СССР от 27 февраля 1945 года за образцовое выполнение боевых заданий командования на фронте борьбы с немецко-фашистскими захватчиками и проявленные при этом мужество и героизм майору Нехаю Дауту Ереджибовичу присвоено звание Герой Советского Союза с вручением ордена Ленина и медали «Золотая Звезда» (№ 5221).
22 апреля 1945 года Даут Нехай был тяжело ранен (оторвало ногу).
С 1946 года после излечения в госпитале майор Д. Е. Нехай — в запасе.
Работал учителем, директором Пчегатлукайской средней школы Теучежского района. Избирался депутатом Краснодарского Краевого Совета народных депутатов, членом Адыгейского областного комитета КПСС.
Умер 1 февраля 1955 года.

## Память

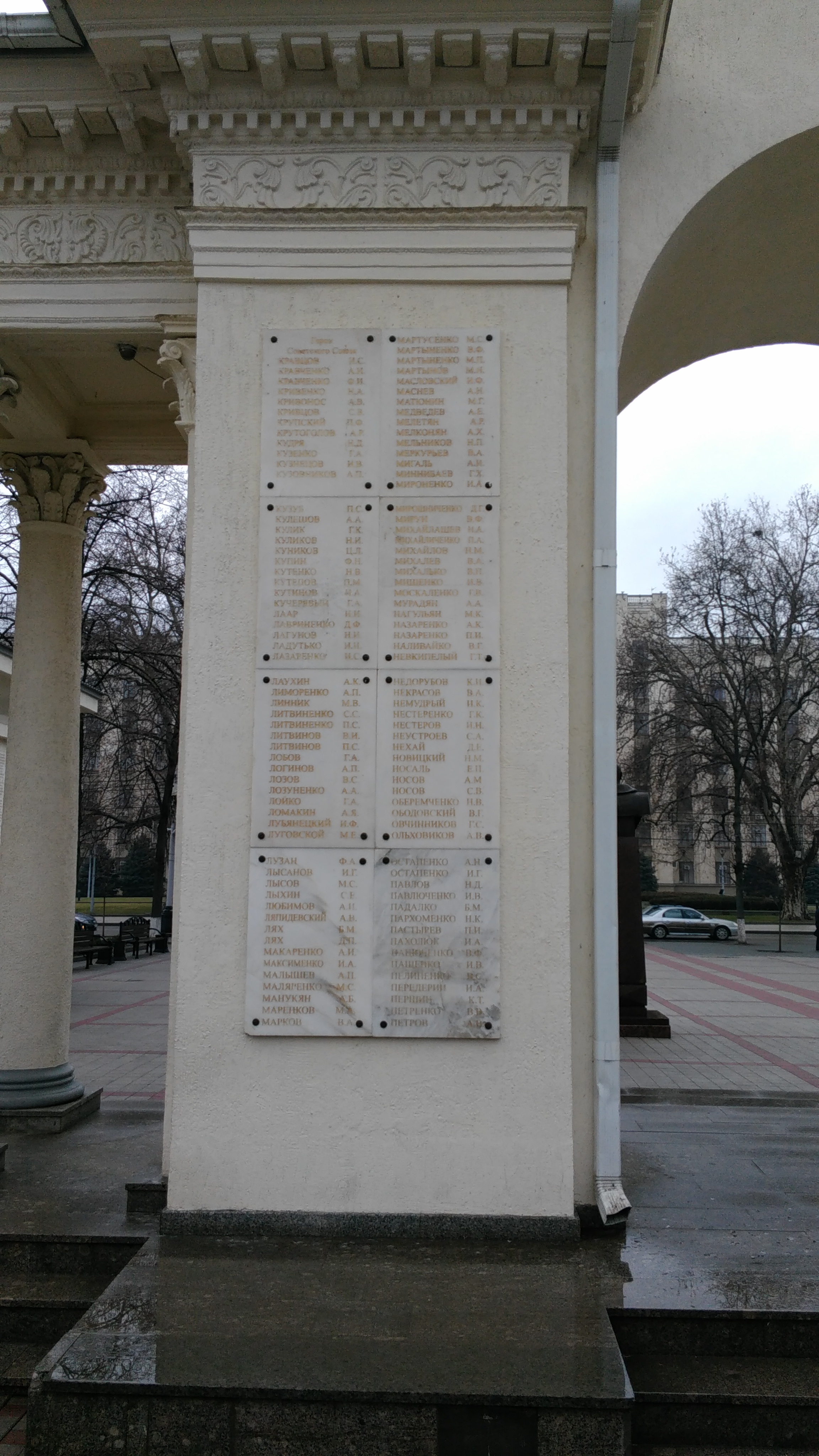
Мемориальная доска Героям Советского Союза в Краснодаре 2017

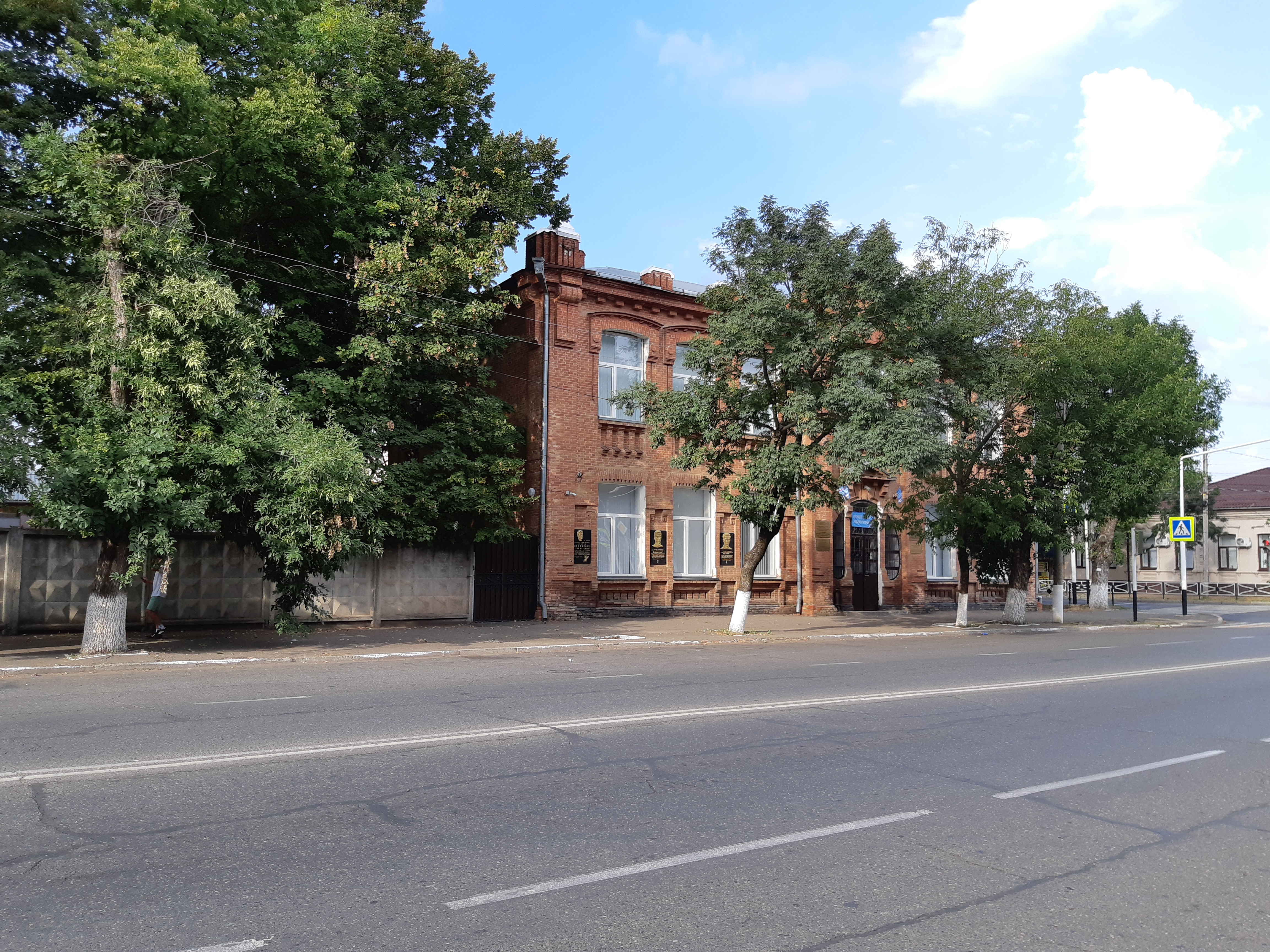
На здании педучилища, в котором учился Герой, установлена мемориальная доска

- Похоронен в родном ауле Вочепший, где ему установлен памятник.
- Имя Героя носит Пчегатлукайская средняя школа.
- Его именем названы улицы в Майкопе, Адыгейске, Тахтамукае, Пчегатлукае, Псекупсе.
- В ауле Вочепший и на здании Адыгейского педагогического училища имени Андрухаева Х. Б., в Майкопе установлены мемориальные доски в память о Герое.

## Награды
- Герой Советского Союза (27.02.1945):
  - медаль «Золотая Звезда» № 5221,
  - орден Ленина.
- Орден Красного Знамени (14.04.1945).
- Орден Александра Невского (№ 6520 от 05.08.1944).
- Орден Красной Звезды (Приказ по 12-й истребительной бригады № 5/н от 21.08.1943).
- Орден Отечественной войны II степени (01.08.1944).
- Медаль «За победу над Германией в Великой Отечественной войне 1941—1945 гг.».

Польские медали:
- Медаль «За Варшаву 1939—1945».
- Медаль Заслуженным на поле Славы.
- Медаль «За Одру, Ниссу и Балтику».